# Ron Reis
Ron Reis (San Jose, California, 26 de abril de 1970) es un exluchador profesional estadounidense. Es conocido por sus apariciones en el World Championship Wrestling entre 1995 y 1998 bajo los nombres de The Yeti y Reese.

## Primeros años
Reis asistió a la Monta Vista High School de Cupertino, California, formando parte de los Matadors, el equipo de baloncesto de la institución. En 1988 recibió una beca para estudiar en la Universidad de Santa Clara y jugar al baloncesto en la División I de la NCAA con los Broncos.
Concluyó su carrera en el baloncesto universitario estadounidense en 1992, habiendo jugado 116 partidos en los que promedió 10,7 puntos, 7,4 rebotes y 1,4 asistencias por encuentro. 
Posteriormente jugó de manera profesional en Portugal y los Países Bajos.

## Carrera en la lucha libre profesional

### Circuito independiente
Comenzó su carrera en el circuito independiente en 1993, usando el nombre de Vanilla Gorilla.
Entrenado luego por Big John Studd, compitió con su nombre en la International Wrestling Federation de Nueva Inglaterra y bajo el nombre de SWAT en la National Wrestling Conference de Las Vegas entre 1994 y 1995.   

### Participación en el World Championship Wrestling
Reis debutó en el World Championship Wrestling el 23 de octubre de 1995, durante una emisión del WCW Nitro que preparaba el escenario para el Halloween Havoc de ese año. Fue anunciado como miembro del Dungeon of Doom, un establo de villanos.
En la semana siguiente, durante el evento especial de Halloween, Reis develó su gimmick: usando el nombre de "The Yeti" -pero disfrazado con un vendaje alrededor de su cuerpo similar al de una momia egipcia-, se liberó de un bloque de hielo en el cual estaba congelando, subió al escenario y aplicó un doble abrazo de oso junto con The Giant para noquear a Hulk Hogan. Como en esa ocasión Reis usó unas botas con una gran taco, se veía más alto de lo que realmente es.
Posteriormente apareció en World War 3 pero con un atuendo de ninja. En enero de 1996 renunció al nombre de The Yeti para pasar a denominarse The Super Giant Ninja. Más tarde ese año dejaría atrás los gimmicks para comenzar a pelear con el nombre de Big Ron Studd. Asumió un rol de jobber, perdiendo ante Chris Benoit, Randy Savage, Lex Luger y Jeff Jarrett.
En 1997 se desvinculó de WCW y volvió al circuito independiente. Sin embargo en marzo de 1998 reapareció en el ring de WCW como enforcer de Raven. Su nueva identidad era la de Reese, un renegado social que había padecido de la discriminación y la burla a causa de su tamaño. 
Volvió al ring para The Great American Bash de 1998, siendo derrotado por Juventud Guerrera.
Su última presentación en WCW fue una nueva derrota ante Perry Saturn en el WCW Nitro del 29 de junio de 1998.

### Carrera posterior
Retornó al circuito independiente como Reese tras su desvinculación de WCW. 
Usando el nombre de Big Bomb Jones, luchó en Japón en el año 2002. Posteriormente se integró al Turnbuckle Championship Wrestling bajo el nombre de Big Ron Studd, donde hizo dupla con Glacier para ganar el campeonato de tag teams de la promoción en enero de 2004. 
En 2005 interpretó al personaje Evil en el Ring Of Glory Wrestling, la promoción de orientación cristiana creada por Vince Russo.

## Cine
Reis actuó en un pequeño papel en la película Shadow Warriors II: Asalto a la montaña de 1999.